# Jorginho (football, 1991)
Pour les articles homonymes, voir Jorginho.
Jorge Luiz Frello Filho, plus connu sous le nom de Jorginho né le 20 décembre 1991 à Imbituba au Brésil, est un footballeur international italien, qui évolue au poste de milieu de terrain au CR Flamengo.
Brésilien de naissance et membre de la diaspora italienne, Jorginho est considéré comme un «oriundo» d'un point de vue sportif.

## Biographie
Jorginho est né à Imbituba dans l'état brésilien de Santa Catarina mais a quitté son pays natal pour l'Italie à l'âge de 15 ans. Il possède des origines italiennes via son arrière-grand-père paternel, Giacomo Frello, qui venait de Lusiana en Italie. Grâce à ce dernier, il a pu obtenir un passeport italien en 2012,.

### En club

#### Débuts
Jorginho évolue au Brusque FC au Brésil puis rejoint à l'âge de 15 ans l'Italie pour intégrer le centre de formation de l'Hellas Vérone. Le milieu de terrain est ensuite prêté par son club formateur à l'AC Sambonifacese en Lega Pro Seconda Divisione pour la saison 2010-2011.

#### Hellas Vérone
Jorginho fait ses débuts professionnels avec son club formateur en Serie B le 4 septembre 2011 lors de la troisième journée de championnat face à l'US Sassuolo en remplaçant Gennaro Esposito à la 76e minute de jeu (victoire 1-0). Il est pour la première fois titularisé le 1er octobre 2011 face à l'AS Gubbio et dispute l'intégralité de la rencontre (match nul 1-1). Il inscrit son premier but le 19 novembre 2011 face à l'Empoli FC sur une passe d'Emil Hallfreðsson (victoire 1-3). Son club atteint cette saison les play-offs d'accession à la Serie A après avoir atteint la quatrième place du championnat, mais perd 3-1 au total des deux matches en demi-finale face à l'AS Varèse. Sur le plan personnel, Jorginho dispute 33 matches toutes compétitions confondues et inscrit 2 buts.
La saison suivante, il prend part à 44 matches et inscrit 2 buts. L'Hellas Vérone lui termine deuxième de Serie B, derrière l'US Sassuolo, et est ainsi promu en première division.
Jorginho dispute son premier match de Serie A face à l'AC Milan le 24 août 2013, l'Hellas Vérone remporte cette rencontre sur le score de 2-1 grâce à un doublé de Luca Toni. Le 25 septembre 2013, il inscrit son premier but dans l'élite face au Torino FC sur penalty (match nul 2-2).
À la mi-saison, il compte 7 buts en 18 matches de championnat alors que son équipe est classée sixième du championnat.

#### SSC Naples

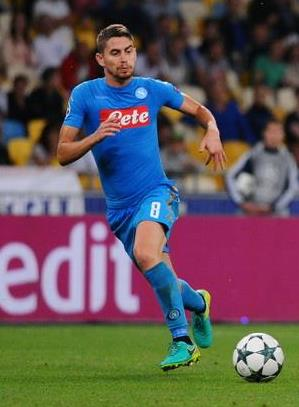
Jorginho avec Naples.

Le 18 janvier 2014, lors du mercato hivernal, Jorginho est transféré au SSC Naples, signant un contrat de 4 ans et demi.
Le 25 janvier, il dispute son premier match sous ses nouvelles couleurs, face au Chievo Vérone en championnat, en remplaçant Blerim Džemaili à la 57e minute de jeu (match nul 1-1). Quatre jours plus tard, il est titularisé pour la première fois, en Coupe d'Italie, face à la Lazio Rome et est élu homme du match (victoire 1-0),. Il remporte deux trophées avec son équipe.
Le métronome forme un milieu complémentaire aux côtés de Marek Hamšík et d'Allan, qui contribue à faire du Napoli une des équipes les plus attractives d'Europe dans le jeu.

#### Chelsea FC
Le 14 juillet 2018, il signe un contrat de cinq saisons en faveur de Chelsea où il retrouvera son précédent entraîneur, Maurizio Sarri. Il portera le numéro 5, . Depuis le départ d'Eden Hazard il se charge de tirer les pénaltys. Il est le vice-capitaine depuis l'année 2019-2020 derrière César Azpilicueta. Il remporte la ligue des champions en 2021 sous Thomas Tuchel qui fait de lui un joueur indiscutable au milieu aux côtés de N'Golo Kanté.

#### Arsenal FC
Le 31 janvier 2023, il est transféré à Arsenal. Le montant du transfert est de 11M€ + 2M€ de bonus. Il signe un contrat d’un an et demi plus une année en option.

### En sélection nationale
Né au Brésil, Jorginho est un oriundo. Il obtient la nationalité italienne le 1er octobre 2012 grâce à son arrière-arrière-grand-père originaire de Vénétie,.
Un mois plus tard, il est convoqué par Devis Mangia en équipe d'Italie espoirs pour la première fois afin d'affronter l'Espagne en match amical, mais il n'entre pas en jeu (défaite 1-3),.
Le 19 mars 2016, il est convoqué pour la première fois en équipe d'Italie par Antonio Conte pour les matchs amicaux contre l'Espagne et l'Allemagne.
Il est un artisan majeur du sacre des Italiens à l'Euro 2020. Il n’a toutefois pas connu la même réussite lors des éliminatoires de la coupe du monde 2022 ou il manque deux penaltys contre la Suisse, lors des matchs aller et retour. Les deux matchs en question s’étant soldés par deux résultats nuls, ses échecs ont coûté la qualification directe à son équipe (les Azzurri seront ensuite éliminés par la Macédoine du Nord en barrages).
Il est retenu dans la liste des 26 joueurs italiens du sélectionneur Luciano Spalletti pour participer à l'Euro 2024 .

## Style de jeu
Capable d'évoluer en tant que milieu défensif ou en tant que milieu relayeur, son rôle de prédilection est celui de meneur de jeu reculé. Jorginho est un grand admirateur d'Andrea Pirlo et Xavi qui évoluent également dans ce registre. Il est grandement apprécié par les entraîneurs l'ayant côtoyé pour sa capacité à temporiser et à dicter le tempo de son équipe. Sa prise de décision, sa vision de jeu, sa patience et son sens du collectif font de lui un profil rare dans le football moderne. C'est un très bon tireur de penalty. Il saute toujours avant de tirer ce qui déstabilise le gardien. Il a connu une année 2021 extrêmement faste en réalisant le double Championnat d’Europe des nations-Ligue des champions faisant de lui un des meilleurs milieux de terrains du monde. Il finit d’ailleurs l’année 3e au classement du ballon d’or France Football.

## Statistiques
| Saison                | Club                    | Championnat           | Championnat | Championnat | Coupe nationale | Coupe nationale | Coupe de la Ligue | Coupe de la Ligue | Supercoupe | Supercoupe | Compétition(s) continentale(s) | Compétition(s) continentale(s) | Compétition(s) continentale(s) | Supercoupe UEFA | Supercoupe UEFA | Coupe du monde des clubs | Coupe du monde des clubs | Italie | Italie | Total | Total |
| Saison                | Club                    | Division              | M.          | B.          | M.              | B.              | M.                | B.                | M.         | B.         | Comp.                          | M.                             | B.                             | M.              | B.              | M.                       | B.                       | M.     | B.     | M.    | B.    |
| 2010-2011             | AC Sambonifacese (prêt) | Lega Pro Seconda      | 31          | 1           | 2               | 0               | -                 | -                 | -          | -          | -                              | -                              | -                              | -               | -               | -                        | -                        | -      | -      | 33    | 1     |
| 2011-2012             | Hellas Vérone           | Serie B               | 30+2        | 2+0         | 1               | 0               | -                 | -                 | -          | -          | -                              | -                              | -                              | -               | -               | -                        | -                        | -      | -      | 33    | 2     |
| 2012-2013             | Hellas Vérone           | Serie B               | 41          | 2           | 3               | 0               | -                 | -                 | -          | -          | -                              | -                              | -                              | -               | -               | -                        | -                        | -      | -      | 44    | 2     |
| 2013-2014             | Hellas Vérone           | Serie A               | 18          | 7           | 1               | 0               | -                 | -                 | -          | -          | -                              | -                              | -                              | -               | -               | -                        | -                        | -      | -      | 19    | 7     |
| Sous-total            | Sous-total              | Sous-total            | 91          | 11          | 5               | 0               | -                 | -                 | -          | -          | -                              | -                              | -                              | -               | -               | -                        | -                        | -      | -      | 96    | 11    |
| 2013-2014             | SSC Naples              | Serie A               | 15          | 0           | 4               | 1               | -                 | -                 | -          | -          | C3                             | -                              | -                              | -               | -               | -                        | -                        | -      | -      | 19    | 1     |
| 2014-2015             | SSC Naples              | Serie A               | 23          | 0           | 1               | 1               | -                 | -                 | 1          | 0          | C1+C3                          | 2+6                            | 0+0                            | -               | -               | -                        | -                        | -      | -      | 33    | 1     |
| 2015-2016             | SSC Naples              | Serie A               | 35          | 0           | 1               | 0               | -                 | -                 | -          | -          | C3                             | 2                              | 0                              | -               | -               | -                        | -                        | 2      | 0      | 40    | 0     |
| 2016-2017             | SSC Naples              | Serie A               | 27          | 0           | -               | -               | -                 | -                 | -          | -          | C1                             | 4                              | 0                              | -               | -               | -                        | -                        | -      | -      | 31    | 0     |
| 2017-2018             | SSC Naples              | Serie A               | 33          | 2           | 1               | 0               | -                 | -                 | -          | -          | C1+C3                          | 4+1                            | 2+0                            | -               | -               | -                        | -                        | 6      | 0      | 45    | 4     |
| Sous-total            | Sous-total              | Sous-total            | 133         | 2           | 7               | 2               | -                 | -                 | 1          | 0          | -                              | 19                             | 2                              | -               | -               | -                        | -                        | 8      | 0      | 168   | 6     |
| 2018-2019             | Chelsea FC              | Premier League        | 37          | 2           | 2               | 0               | 3                 | 0                 | 1          | 0          | C3                             | 11                             | 0                              | -               | -               | -                        | -                        | 9      | 1      | 63    | 3     |
| 2019-2020             | Chelsea FC              | Premier League        | 31          | 4           | 4               | 0               | 1                 | 0                 | -          | -          | C1                             | 7                              | 2                              | 1               | 1               | -                        | -                        | 5      | 3      | 49    | 10    |
| 2020-2021             | Chelsea FC              | Premier League        | 28          | 7           | 2               | 0               | 1                 | 0                 | -          | -          | C1                             | 12                             | 1                              | -               | -               | -                        | -                        | 13     | 1      | 56    | 9     |
| 2021-2022             | Chelsea FC              | Premier League        | 29          | 6           | 4               | 0               | 4                 | 1                 | -          | -          | C1                             | 8                              | 2                              | 1               | 0               | 1                        | 0                        | 9      | 0      | 56    | 9     |
| 2022-2023             | Chelsea FC              | Premier League        | 18          | 2           | 1               | 0               | -                 | -                 | -          | -          | C1                             | 6                              | 1                              | -               | -               | -                        | -                        | 2      | 0      | 27    | 3     |
| Sous-total            | Sous-total              | Sous-total            | 143         | 21          | 13              | 0               | 9                 | 1                 | 1          | 0          | -                              | 44                             | 6                              | 2               | 1               | 1                        | 0                        | 38     | 5      | 251   | 34    |
| 2022-2023             | Arsenal FC              | Premier League        | 14          | 0           | -               | -               | -                 | -                 | -          | -          | C3                             | 2                              | 0                              | -               | -               | -                        | -                        | 2      | 0      | 18    | 0     |
| 2023-2024             | Arsenal FC              | Premier League        | 24          | 0           | 1               | 0               | 2                 | 0                 | -          | -          | C1                             | 9                              | 1                              | -               | -               | -                        | -                        | 9      | 0      | 45    | 1     |
| 2024-2025             | Arsenal FC              | Premier League        | 15          | 0           | 1               | 0               | 5                 | 0                 | -          | -          | C1                             | 6                              | 0                              | -               | -               | -                        | -                        | 0      | 0      | 27    | 0     |
| Sous-total            | Sous-total              | Sous-total            | 53          | 0           | 2               | 0               | 7                 | 0                 | -          | -          | -                              | 17                             | 1                              | -               | -               | -                        | -                        | 11     | 0      | 90    | 1     |
| 2024-2025             | CR Flamengo             | Série A               | -           | -           | -               | -               | -                 | -                 | -          | -          | -                              | -                              | -                              | -               | -               | 4                        | 1                        | 0      | 0      | 4     | 1     |
| Sous-total            | Sous-total              | Sous-total            | 0           | 0           | 0               | 0               | 0                 | 0                 | -          | -          | -                              | 0                              | 0                              | -               | -               | 4                        | 1                        | 0      | 0      | 4     | 1     |
| Total sur la carrière | Total sur la carrière   | Total sur la carrière | 451         | 34          | 30              | 2               | 16                | 1                 | 2          | 0          | -                              | 80                             | 9                              | 2               | 1               | 5                        | 1                        | 57     | 5      | 643   | 53    |

## Palmarès
|  | Italie - Championnat d'Europe - Vainqueur : 2020 - Coupe des champions CONMEBOL–UEFA - Finaliste : 2022 |  | Hellas Vérone - Serie B - Vice-champion : 2013 |  | SSC Naples - Coupe d'Italie - Vainqueur : 2014 - Supercoupe d'Italie - Vainqueur : 2014 |  | Chelsea FC - Coupe d'Angleterre - Finaliste : 2020 et 2021 - Coupe de la Ligue anglaise - Finaliste : 2019 et 2022 - Ligue Europa - Vainqueur : 2019 - Ligue des champions - Vainqueur : 2021 - Supercoupe de l'UEFA - Vainqueur : 2021 - Coupe du monde des clubs - Vainqueur : 2021 |

### Récompenses individuelles
- Membre de l’équipe-type de l’Euro 2020
- Joueur de l'année de l'UEFA en 2021
- Troisième au Ballon d'or 2021